# Jean-Paul Baquiast
Pour les articles homonymes, voir Baquiast.
Jean-Paul Baquiast, né le 17 novembre 1933 à Paris, est un haut fonctionnaire et essayiste français.

## Biographie

### Études
Diplômé de l'Institut d'études politiques de Paris (section Service public, promotion 1955) et ancien élève de l'ENA (promotion Albert-Camus, 1960-1962), diplômé d'études supérieures en droit public et en économie politique, Jean-Paul Baquiast a consacré sa carrière de haut fonctionnaire aux technologies de l'information et de la communication dont il a été l'un des pionniers au sein de l'administration française.
Il est l'oncle de l'historien Paul Baquiast.

### Carrière dans l'administration
En septembre 1966, dans le cadre du Plan Calcul, est créée la délégation générale à l'informatique pour stimuler la production de logiciels et de matériels informatiques en France. Il y est nommé adjoint aux questions administratives.
Il travaille ensuite aux Douanes, quand CII et ICL annoncent le 24 octobre 1970 partager un même appel d'offres du "plus important projet français d'automatisation": 60 millions de francs pour informatiser les douanes française, via le système Sofia. ICL avait déjà réalisé un projet similaire de gestion du fret aérien à Londres, jusque-là sans équivalent, car divisant par deux le temps de dédouanement et livraison. Le néerlandais Philips y est aussi invité, ainsi que deux sociétés de logiciel, SEMA et SESA.
De 1986 à sa dissolution en 1995, il est secrétaire général du Comité interministériel informatique et bureautique dans l'administration (CIIBA). 
En 1995, il crée le site admiroutes, puis, en 2000, avec Christophe Jacquemin, le site et le magazine Automates Intelligents consacrés à la robotique, à l'intelligence artificielle, à la vie artificielle, au transhumanisme et à leurs prolongements sociétaux, politiques et philosophiques. 
En 1996, il intègre la mission de contrôle économique et financier Sécurité sociale, action sociale, santé.
Enfin, en 1998, à la demande du premier ministre, Lionel Jospin, il remet le "rapport Baquiast" sur les apports d'Internet à la modernisation du fonctionnement de l'État.
Il a publié de nombreux ouvrages de réflexion et de prospective scientifiques.

## Thèses
Jean-Paul Baquiast propose une vision matérialiste de l'évolution "anthropomorphique" : les techniques transforment l'homme tout autant, et sans doute plus encore, qu'il ne les transforme. L'homme et la technique co-évoluent, selon la logique purement darwinienne du hasard et de la sélection. Ce que Jean-Paul  Baquiast appelle, selon le titre de l'un de ses ouvrages, le "paradoxe du sapiens". Un sapiens que l'évolution anthropomorphique pourra, dans les décennies proches, transformer en "post-humain". Un être augmenté en phase avec les robots dotés de conscience engendrés par les recherches en matière d'intelligence et de conscience artificielles. La pensée de Jean-Paul Baquiast se partage entre une vision optimiste et transhumaniste de l'avenir, pris en charge par des sociétés démocratiques et citoyennes, et une vision pessimiste, dans laquelle les forces religieuses, irrationnelles, capitalistes et impérialistes auront pris le contrôle du développement des sciences.

## Ouvrages
- La France dans la bataille des technologies de l'intelligence : janvier 1984 - avril 1985, Paris, la Documentation française, 1985
- Les administrations et les autoroutes de l'information : vers la cyberadministration : stratégies et pratiques, préface d’Alain Bensoussan, Organisation, 1996
- Internet et les administrations : la grande mutation, Paris, Berger-Levrault, 1999
- Europe paneuropéenne superpuissance, Paris, Automates Intelligents, 2003
- Entre science et intuition, la conscience artificielle, avec Alain Cardon, Paris, Automates Intelligents, 2003
- Sciences de la complexité et vie politique : comprendre, agir, Paris, Automates Intelligents, 2003
- Jean-Paul Baquiast (préf. Jean-Jacques Kupiec), Pour un principe matérialiste fort, Paris, Jean-Paul Bayol, 2007, 333 p. (ISBN 978-2-916913-00-1, EAN 9782916913001, présentation en ligne, lire en ligne)
- L'Europe et le vide de puissance : essai sur le gouvernement de l'Europe au siècle des super-États, Paris, éditions Jean Paul Bayol, 2008
- Le paradoxe du sapiens : êtres technologiques et catastrophes annoncées, préface de Jean-Jacques Kupiec, Paris, éditions Jean Paul Bayol, 2010
- Ce monde qui vient : sciences, matérialisme et posthumanisme au XXIe siècle, préface de Paul Baquiast, Paris, L'Harmattan, 2014